# سیارک ۴۹۷۰۰
سیارک ۴۹۷۰۰ (به انگلیسی: 49700 Mather، نامگذاری:1999VN1) چهل و نه هزار و هفتصدمین سیارک کشف شده‌است که در ۱ نوامبر ۱۹۹۹ کشف شد.